# 加薩—以色列衝突
加沙—以色列冲突是巴以冲突的一部分，主要集中在加沙地带附近。
同时也是更广泛的阿以冲突的一部分，是埃及、伊朗、土耳其等地区大国与卡塔尔之间的权力斗争的一个地点。这些国家一方面支持冲突的不同方面，另一方面也支持伊朗与沙特阿拉伯之间、卡塔尔与沙特阿拉伯之间的地区对峙，以及埃及与土耳其之间的关系危机。
加以冲突于2006年首次爆发，主要为激进强硬派哈马斯与以色列政府之间的战争。加沙地带于1993年根据《奥斯陆协定》获得自治权。

## 背景

### 以色列撤離加薩
以色列於2005年8月至9月實施了以色列撤离加沙，根據2005年的協議，從加沙地帶撤出其民事和軍事存在，並保留對加沙領空、海上通道和邊界的控制，甚至與埃及接壤。 在以色列脫離接觸之前，卡薩姆火箭定期發射，而在以色列脫離加薩之後，卡薩姆襲擊的頻率增加。 巴勒斯坦武裝分子襲擊了以色列南部的一些軍事基地和平民城鎮。
自2001年以來，巴勒斯坦武裝分子從加薩走廊向以色列發動了數千次火箭和迫擊砲攻擊， 傷害以色列平民。
2006年7月，以色列短暫重新佔領加薩走廊北部部分地區，並利用被佔領地區作為攻擊賈巴利亞和拜特拉希亞的基地。 哈馬斯透過發射火箭回應。

### 哈馬斯的崛起
當伊斯蘭政黨哈瑪斯贏得2006年1月巴勒斯坦立法選舉，獲得巴勒斯坦立法委員會多數席位時， 以色列和加薩地帶的衝突愈演愈烈。 以色列封鎖了與加薩走廊的邊界，很大程度上阻止了人員自由流動和許多進出口。 巴勒斯坦人向加薩邊境附近的以色列定居點發射卡薩姆火箭彈，並發動跨境襲擊，旨在殺死或俘虜以色列士兵。 在2006年6月25日的一次此類襲擊中，巴勒斯坦人俘獲了以色列士兵 吉拉德·沙利特，導致以色列軍隊進行大規模報復，其中包括對哈瑪斯目標進行空襲。
2007年6月，哈馬斯與法塔赫爆發內戰，哈馬斯發動武裝政變並控制加薩地帶，全面鞏固權力。 繼2007年6月7日至15日發生的自相殘殺（又稱為「巴勒斯坦內戰）之後，造成118名巴勒斯坦人死亡、超過550人受傷，, 整個加薩走廊完全處於哈瑪斯政府的控制之下。
作為對哈瑪斯接管的回應，以色列嚴格限制人員和貨物進出加薩。 加薩約70%的勞動力失業或無薪，約80%的居民生活在貧困之中。
哈瑪斯接管以來，加薩巴勒斯坦武裝組織與以色列持續發生衝突。 巴勒斯坦武裝團體向以色列發射火箭，造成包括兒童在內的以色列平民死亡、其他人受傷，並對基礎設施造成破壞； 以色列發動攻擊並用大砲轟擊加沙，殺害巴勒斯坦戰鬥人員以及包括兒童在內的平民， 並對基礎設施造成毀滅性破壞。 據人權觀察稱，巴勒斯坦人蓄意攻擊平民違反了國際人道法。 由於哈瑪斯在加薩境內行使權力，因此它有責任制止非法攻擊，即使這些攻擊是由其他組織實施的。

## 過程

### 2006–2007
當巴勒斯坦武裝分子綁架下士吉拉德·沙利特時，加薩走廊外圍的大規模常規戰爭開始了，以色列於2006年6月28日發起了「夏雨行動」行動作為回應。成為自2005年8月至9月期間以色列撤离加沙以來加沙地帶內的首次重大動員。
2006年加沙海灘爆炸是2006年6月9日發生的事件，其中8名巴勒斯坦人被殺，其中包括7歲的胡達·加利亞的幾乎全家，加薩走廊拜特拉希亞市附近的海灘發生爆炸，造成至少30人受傷。 這起事件受到世界各地新聞媒體的廣泛關注，在接下來的幾週內，爆炸事件的責任引發了激烈的爭論。
以色列堅稱，它動員了數千名士兵，以鎮壓針對平民的卡桑火箭襲擊，並確保吉拉德·沙利特獲釋。 據估計，2005年9月至2006年6月期間，以色列向加薩發射了7,000至9,000枚砲彈，6個月內造成80名巴勒斯坦人死亡。 2000年9月至2006年12月21日期間，巴勒斯坦面向向以色列發射了1300多枚卡桑火箭。 在巴勒斯坦方面，2000年9月至2006年12月21日期間，已向以色列發射了1,300多枚卡薩姆火箭。出於安全原因，以色列軍隊也繼續搜尋武裝分子用來走私武器的隧道，並監視檢查站的行動（拉法的歐盟提供了一些援助），特別是可能的武器轉移和流亡極端主義領導人和武裝分子的不受限制的返回。截至2006年10月18日，以色列在加薩走廊和埃及邊境發現了20條用於非法走私武器的隧道。
以色列曾表示，一旦沙利特獲釋，它將立即從加薩走廊撤軍並結束行動。巴勒斯坦人表示，他們願意交還沙利特，換取釋放一些被關在以色列監獄的巴勒斯坦人。 巴勒斯坦人和其他人也表示，這次襲擊的目的是推翻民選的哈馬斯領導的政府，並破壞巴勒斯坦民族權力機構的穩定，理由是襲擊了發電站等民用基礎設施，並抓獲了政府和議會成員。 自從吉拉德·沙利特時下士被綁架以來，加薩走廊約300名巴勒斯坦人成為以色列國防軍的攻擊目標。
2006年7月，首次出現有關以色列襲擊後神秘受傷事件的報導。 以前看不見的傷害包括嚴重受損的內臟器官、嚴重的內部燒傷和深部內傷，通常會導致截肢或死亡。抵達時，屍體已嚴重破碎、融化和毀容。人們猜測一種新的實驗武器，特別是致密惰性金屬炸藥。
試圖遏止加薩走廊北部巴勒斯坦武裝份子向以色列南部發射卡桑火箭攻擊，以色列於11月1日發起了秋雲行動
11月8日，即以色列在秋雲行動之後撤軍的第二天，以色列國防軍的砲彈沒有擊中目標——可能是由於「技術故障」——擊中了加沙走廊拜特哈嫩農鎮的一排房屋。 造成 19 名巴勒斯坦人死亡，40 多人受傷。 以色列國防軍對2006年炮擊拜特哈嫩展開調查（後來為該事件道歉），時任以色列總統 埃胡德·奧爾默特 向受影響者提供了人道主義援助。
2006年法國-義大利-西班牙中東和平計畫是在以色列透過秋雲行動入侵加薩走廊後，西班牙總理何塞·路易斯·罗德里格斯·萨帕特罗在與法國總統賈克·席哈克會談期間提出的。 義大利總理罗马诺·普罗迪全力支持該計劃。
11月26日，巴勒斯坦組織和以色列簽署了停火，以色列撤軍，同時巴勒斯坦自治政府部隊部署阻止卡桑火箭發射。停戰後，從加薩走廊向以色列發射了60多枚卡桑火箭，以色列國防軍打死了一名巴勒斯坦人（攜帶槍支和手榴彈）。 12月19日，巴勒斯坦伊斯蘭聖戰組織開始公開承認卡桑火箭發射事件的責任，因為他們稱以色列在傑寧殺死了他們的兩名成員。
2007年5月中旬，巴勒斯坦武裝分子在哈瑪斯控制的加薩走廊與以色列國防軍之間爆發了一系列戰鬥，同時巴勒斯坦內部的暴力衝突也愈演愈烈。 巴勒斯坦人在一周多的時間裡向以色列（斯代羅特和尼格夫西部）發射了220多枚卡桑火箭。 以色列空軍在發射場發射了飛彈和炸彈。戰鬥發生之際，巴勒斯坦內戰暴力嚴重，有通報該地區人道危機日益嚴重。 哈馬斯表示，他們將繼續對以色列的攻擊進行報復。

### 2007–2022
2007年9月，以色列宣布加薩為「敵對領土」。 歷史學家讓-皮埃爾·斐留認為這一說法“荒謬”，因為迄今為止以色列已經對加沙發動了9場戰爭。該聲明允許以色列阻止向加薩輸送電力、燃料和其他物資。 哈瑪斯認為這是宣戰 而以色列則表示其目的是向哈馬斯施壓，要求其結束卡桑火箭襲擊（以色列稱襲擊正在加劇）。 以色列削減對加薩燃料供應的決定遭到廣泛譴責（包括歐盟），稱其為「集體懲罰」。
以色列還在約旦河西岸逮捕了哈瑪斯官員，其中包括兩名內閣成員。此類逮捕行動遭到國際組織和政界人士的強烈譴責。
根據聯合國的一項研究，到2008年1月，以色列封鎖加薩的經濟影響達到了臨界點。最終，2008 年1月17日，以色列在火箭襲擊事件增多後完全封鎖了邊境。2008年埃及-加薩邊界遭到破壞於2008年1月23日開始，當時加沙地帶的槍手在拉法口岸附近引爆爆炸，摧毀了前以色列加薩走廊隔離牆的一部分。聯合國估計，加薩走廊150萬人口中多達一半越過邊境進入埃及尋求食物和補給。

#### 熱冬行動
2008年2月27日，巴勒斯坦武裝分子向以色列南部發射了40多枚卡桑火箭，以色列軍隊向加薩內政部發射了三枚導彈，摧毀了該建築。2008年2月28日，以色列飛機轟炸了哈瑪斯領導人伊斯梅爾·哈尼亞在加薩附近的一個警察局，炸死了幾個孩子。 以色列軍方表示，其針對武裝分子的空中行動和地面行動從加薩北部發射火箭已經襲擊了至少23名武裝的巴勒斯坦人，而巴勒斯坦消息人士則報告說，死亡人數更高，並說許多平民也被殺。
以色列於2月29日開始了空中和地面運營。以色列國防軍在加薩的進攻在不到一周的時間內殺死了100多名巴勒斯坦人。 巴勒斯坦人向以色列開了150枚火箭，殺死了三名以色列人。美國呼籲結束以色列與巴勒斯坦人之間的衝突。 巴勒斯坦總統馬哈茂德·阿巴斯指責以色列“國際恐怖主義”，稱其對加薩的襲擊不僅僅是大屠殺。" 3月3日，阿巴斯暫停了以色列對加薩的襲擊，以色列政府派遣戰機在周一早些時候襲擊了更多目標，並發誓要繼續進攻。歐盟譴責以色列軍方在加薩的“不成比例使用武力”之後，自2000年爆發以來，有54名巴勒斯坦人在一天中的最高傷亡人數損失中喪生。 聯合國秘書長潘基文還譴責了他所說的以色列的“過度和不相稱的”回應，並呼籲以色列“停止此類襲擊”，同時譴責正在進行的火箭襲擊對斯代羅特和阿什凱隆。
在穆斯林世界中，示威者上街抗議以色列國防軍攻擊。 伊朗最高領導人大阿亞圖拉阿里·哈米尼呼籲穆斯林崛起，他們的領導人“以各種國家的憤怒來擊中以色列。” 在黎巴嫩，數百名真主黨的支持者聚集在黎巴嫩和以色列之間邊界的法蒂瑪大門，大喊“消滅以色列國”，揮舞著黎巴嫩和巴勒斯坦國旗。 在埃及，成千上萬的學生在全國各地的大學舉行抗議活動，呼籲阿拉伯領導人制止以色列侵略並支持巴勒斯坦人。 一些抗議者燒毀了以色列和美國國旗近年來，大約有10,000名抗議者，主要來自約旦主流穆斯林兄弟會和較小的反對派團體，在近年來，在該國最聲音和最大的反以色列示威遊行中走上了街頭。 沙特阿拉伯與此同時，將以色列國防軍的攻勢與“納粹戰爭罪”進行了比較，並呼籲國際社會停止所謂的巴勒斯坦人的“大規模殺戮”。土耳其的總理雷傑普·塔伊普·艾爾段說，以色列國防軍襲擊可以“沒有人道主義理由”，並補充說，以色列拒絕了爭端的“外交解決方案”。大多數以色列坦克和部隊從2008年3月3日撤出了加薩北部，以色列國防軍發言人確認，以色列軍方在五天后結束了進攻行動。
2008年2月29日，以色列軍方發射了熱冬行動，以回應哈馬斯從加薩走廊發射的卡桑火箭。 以色列軍隊殺死了112名巴勒斯坦人，巴勒斯坦武裝分子殺死了三名以色列人。 超過150名巴勒斯坦人和七個以色列人受傷。
在行動的規模上，有廣泛的國際警報，美國國務院鼓勵以色列謹慎行事以避免無辜生命的喪失，歐盟和聯合國批評以色列的“武力使用不成比例的使用”。 歐盟還要求立即結束巴勒斯坦激進的火箭襲擊以色列，並敦促以色列停止危害平民的活動，稱他們“違反了國際法”。

#### 2008年以色列—哈瑪斯停火
2008年以色列—哈瑪斯停火是埃及斡旋的為期六個月的塔赫迪亞（阿拉伯語，表示平靜)「針對加薩地區」，於2008年6月19日在哈瑪斯和以色列之間生效。 哈瑪斯的義務是停止對以色列的火箭彈攻擊。在停火的最初5個月期間，以及在最初一周的不穩定開局之後， 來自加薩的攻擊明顯減少，總共發射了19枚火箭和18枚迫擊砲彈,與2008年截至6月19日的1,199枚火箭彈和1,072枚迫擊砲彈相比，減少了98%。 以色列總理發言人馬克·雷格夫承認，「11月4日之前的停火期間沒有哈瑪斯火箭」。以色列的義務是停止對加薩的攻擊，一旦停火生效，就開始逐步放鬆加薩的懲罰性封鎖。 該協議呼籲以色列在72小時內將進入加薩的貨物數量比停火前的水平增加30%，並開放所有過境點，並「允許轉移所有被禁止和限制進入加薩的貨物」。 食品、水、藥品和燃料的供應確實有所改善，但增幅僅為正常水平的平均20%左右，  兩個月後，到達的貨物量太少，無法顯著改善生活條件， 阻止近東救濟工程處補充其庫存。 2008年，以色列告訴美國官員，他將讓加薩經濟「處於崩潰的邊緣」。

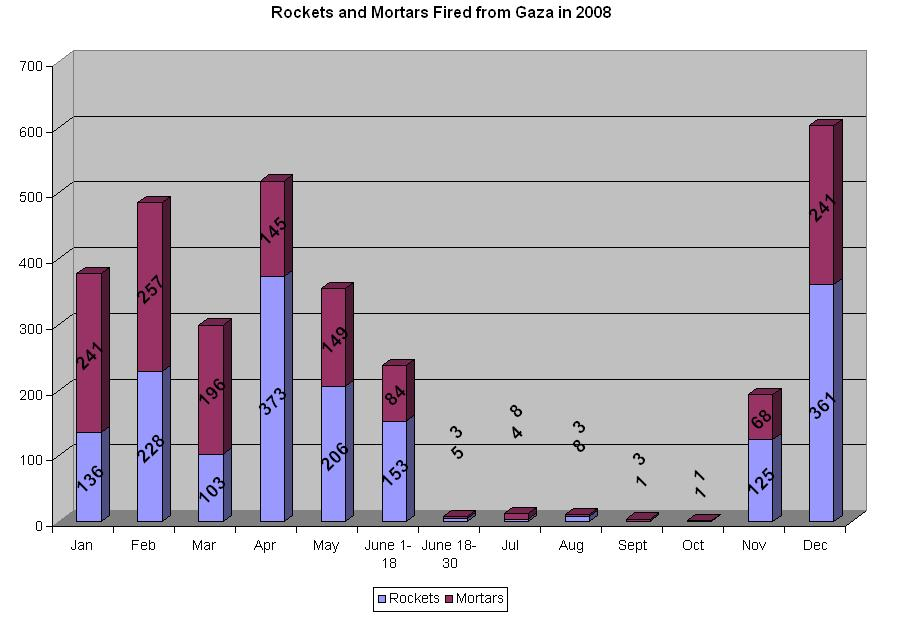
據以色列軍方梅厄·阿米特情報和恐怖主義資訊中心稱，2008年以色列每月都會遭到火箭彈襲擊。

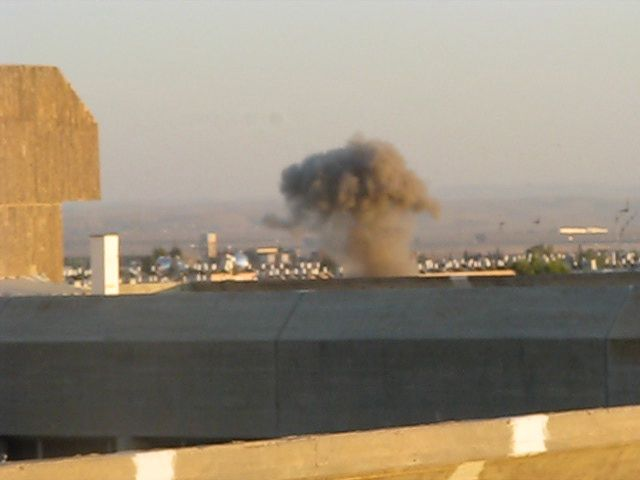
2009年1月，一枚BM-21火箭炮擊中貝爾謝巴

2008年11月4日，以色列攻擊加薩，打破停火協議。以色列軍方聲稱，攻擊目標是一條隧道，哈瑪斯計劃利用隧道抓捕位於250米外邊境圍欄上的以色列士兵。 然而，哈瑪斯官員持不同意見，聲稱挖隧道是為了防禦目的，而不是為了俘虜以色列國防軍人員，據羅伯特·帕斯特博士（卡特研究所）稱，一名以色列國防軍官員向他證實了這一事實。哈瑪斯用火箭彈回擊以色列的攻擊。由於這次入侵加薩領土以及不遵守放鬆禁運的規定，以色列未能遵守2008年6月停火協議的兩個面向。
當六個月的停火於12月19日正式到期時，哈瑪斯在接下來的三天內向以色列發射了50至70多枚火箭和迫擊砲彈，但沒有以色列人受傷。 12月21日，哈瑪斯表示，如果以色列停止對加薩的「侵略」並開放其過境點，哈瑪斯準備停止攻擊並恢復停戰。12月27日至28日，以色列對哈瑪斯實施了鑄鉛行動。埃及總統穆巴拉克表示：“我們多次警告哈瑪斯，拒絕停戰將迫使以色列侵略加薩。”

#### 2008至2009年加薩戰爭

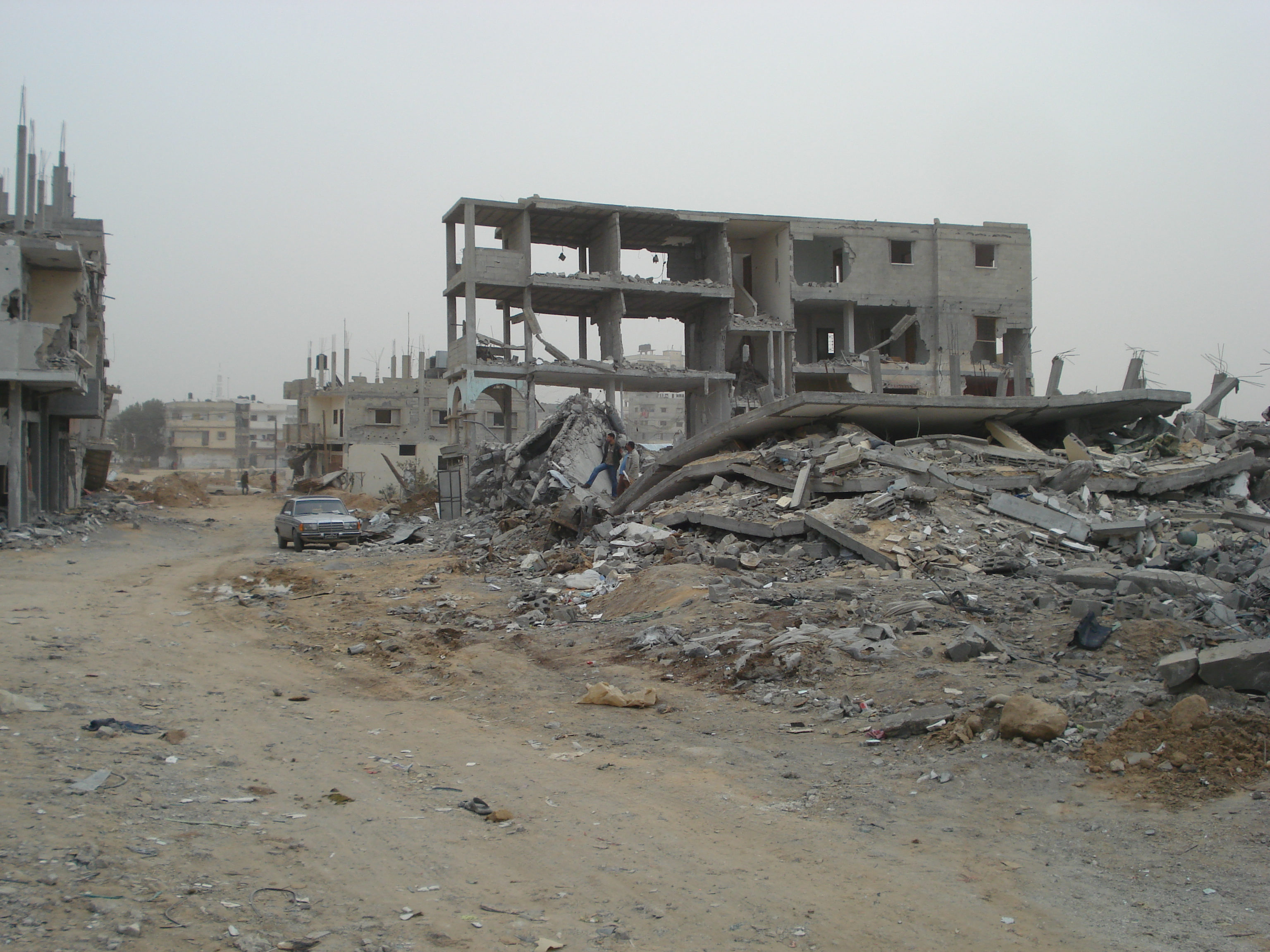
2009年1月，加薩城被毀的建築物

加薩戰爭 以色列於2008年12月27日在加薩走廊發動代號為「鑄鉛」行動的大規模軍事行動 (希伯來語：מבצע עופרת יצוקה), 其既定目標是阻止哈瑪斯對以色列南部發動火箭攻擊以及向加薩走私武器。 這場衝突也被稱為阿拉伯世界的加薩大屠殺 (阿拉伯语：مجزرة غزة)。 哈瑪斯和以色列之間為期六個月的脆弱停火 於2008 年12月19日到期。以色列的行動開始於對加薩走廊的猛烈轟炸， 以哈瑪斯基地、警察訓練營為目標， 警察總部和辦公室。民用基礎設施,包括清真寺、房屋、醫療設施和學校也遭到攻擊，因為以色列表示，其中許多設施被戰鬥人員使用，並被用作武器和火箭彈的儲存空間。 在整個衝突期間，哈瑪斯加強了對以色列境內目標的火箭和迫擊砲襲擊，襲擊了貝爾謝巴和阿什杜德等先前未成為目標的城市。 2009年1月3日，以色列開始地面入侵。 戰爭期間，哈瑪斯在政治暴力期間處決了許多巴勒斯坦人和法塔赫成員。人權組織和援助組織指責哈瑪斯和以色列犯下戰爭罪。 估計有1,166-1,417名巴勒斯坦人和13名以色列人在衝突中死亡。 1 月18日，以色列和哈瑪斯先宣佈單方面停火，衝突結束。1月21日，以色列完成從加薩走廊的撤軍。. 3月2日，據報道，國際捐助者承諾向巴勒斯坦人提供45億美元的援助，主要用於以色列攻擊後的加薩重建。 這場戰爭被認為是自1967年六日戰爭至以色列—哈馬斯戰爭以來加薩最大規模、最具破壞性和最致命的軍事行動。

#### 2010年3月大事記
2010年3月26日，兩名以色列士兵和兩名哈瑪斯武裝分子在加薩走廊南部邊境的衝突中喪生。在汗尤尼斯東部爆發的戰鬥中，另外兩名士兵受傷。根據英國廣播公司報道，自2009年1月以色列對加薩發動大規模攻擊以來，他們是第一批在加薩及其周邊地區的敵對火力中喪生的以色列士兵。

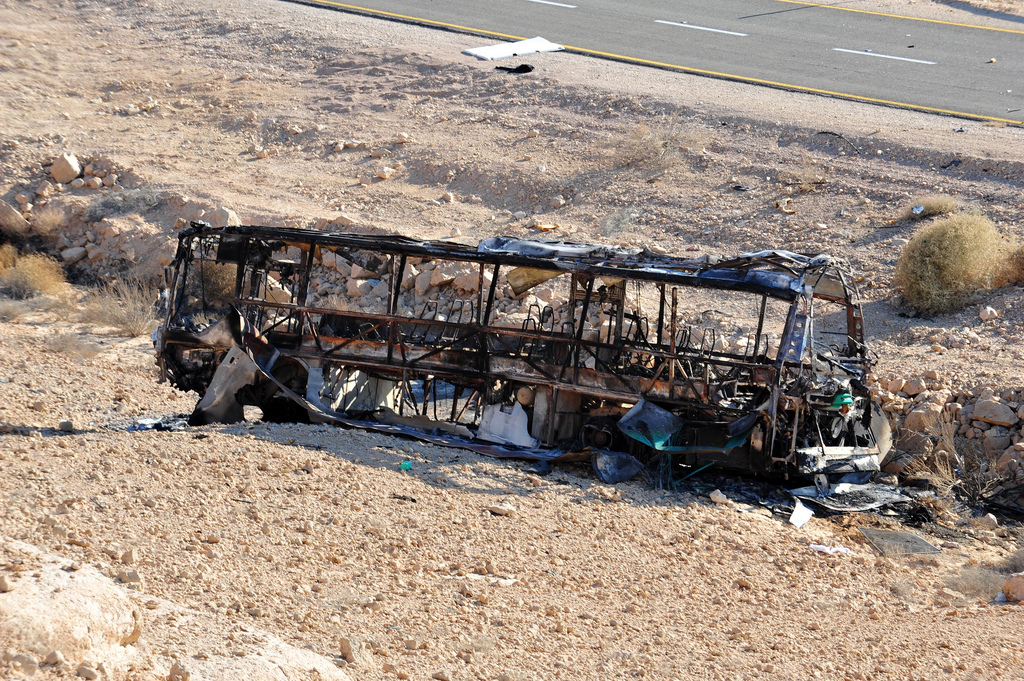
2011年襲擊中被撞的以色列巴士燒焦殘骸

#### 2011年跨境攻擊
2011年8月18日，一隊武裝分子在以色列南部靠近埃及邊境的地區發動了一系列跨國攻擊。武裝分子首先向民用巴士開槍。 幾分鐘後，一枚炸彈在沿著以色列與埃及邊境巡邏的以色列軍隊旁引爆。在第三次攻擊中，一枚反坦克飛彈擊中了一輛私家車，造成四名平民死亡。

#### 回聲行動

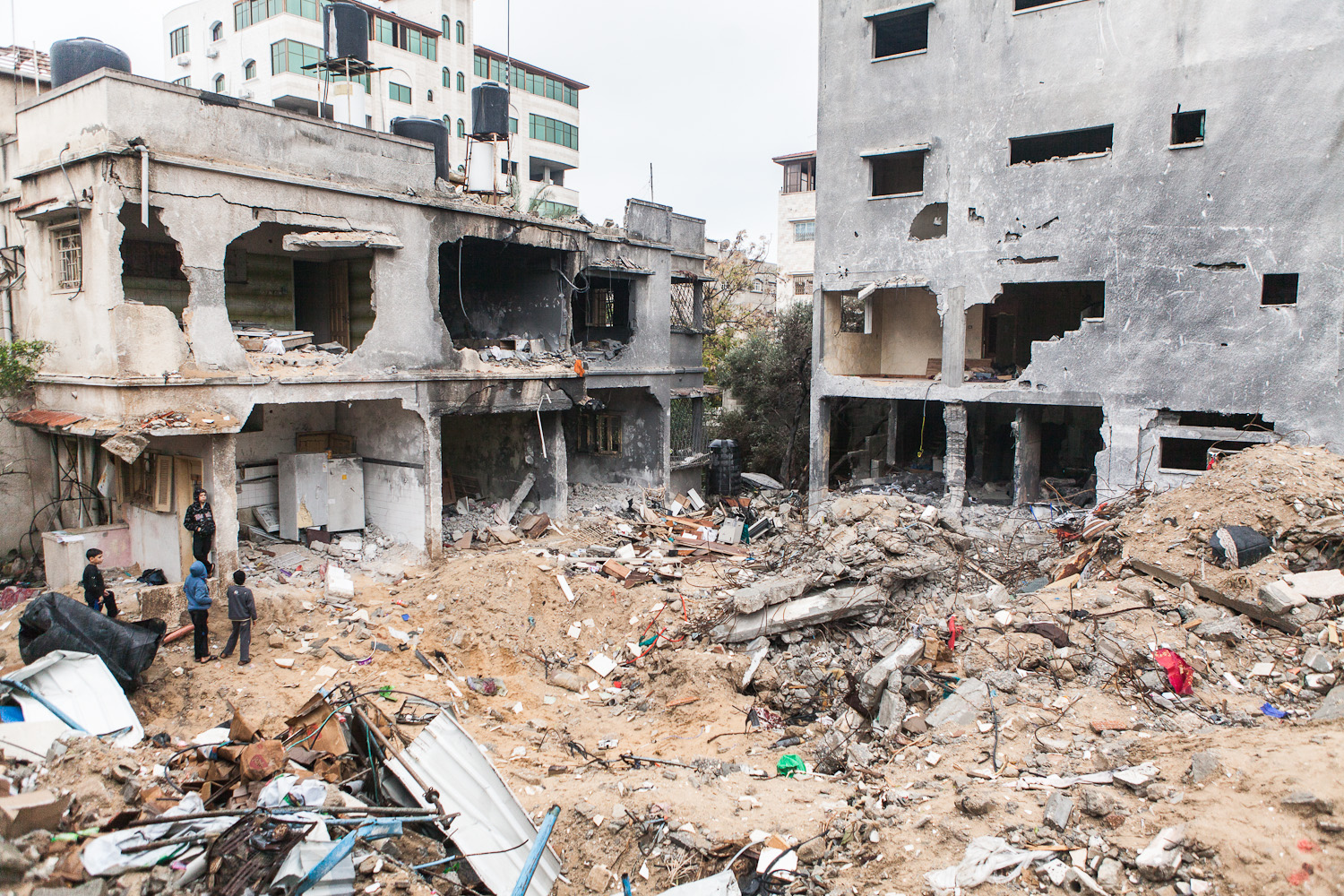
2012年12月，加薩城被毀的房屋

2012年3月第二週，以色列國防軍（IDF）發起「迴聲」行動。這是自 2008—09年「鑄鉛」行動（加薩戰爭）以來該地區媒體報導的最嚴重的暴力事件。

#### 雲柱行動

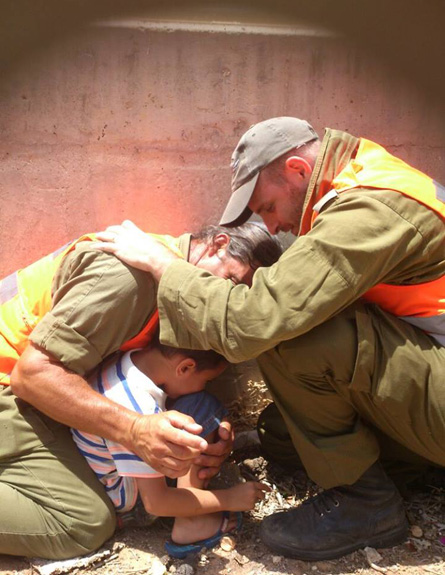
2014 年7月，以色列士兵在火箭彈襲擊中保護一名4歲男孩

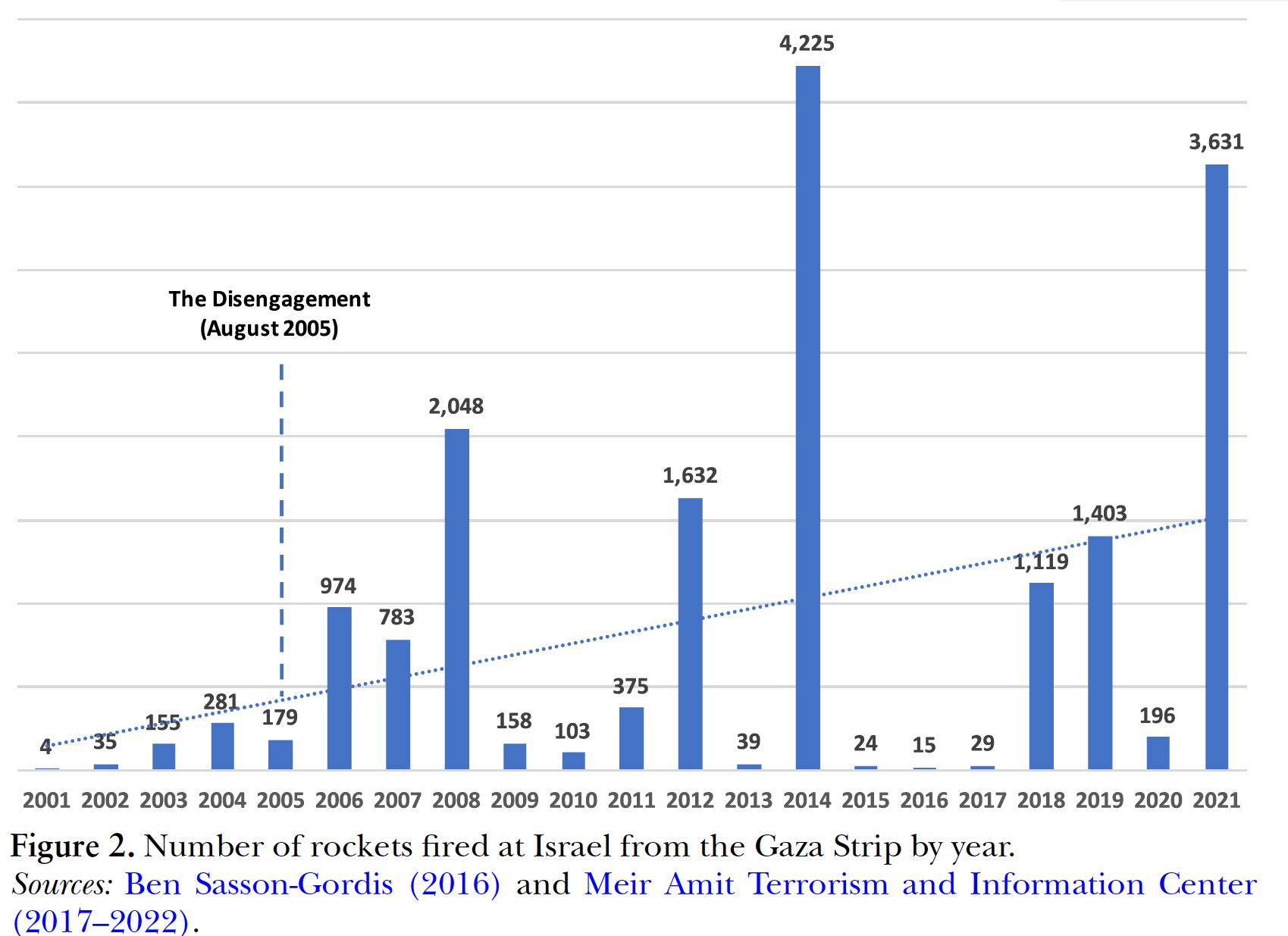
從加薩走廊向以色列發射的火箭彈攻擊，2001—2021 年。

2012年10月下旬，以色列和加薩的襲擊愈演愈烈，以色列空襲導致加薩哈馬斯軍事部門負責人艾哈邁德·賈巴里身亡。 行動期間，四名以色列平民和一名士兵被巴勒斯坦火箭炸死， 據巴勒斯坦人權中心稱，已有158名巴勒斯坦人被殺，其中：102名平民、55名武裝分子和1名警察。罹難者包括30名兒童和13名婦女， 而以色列國防軍提供的統計顯示，在被殺害的177名巴勒斯坦人中，有120人是武裝分子。 大部分的戰鬥是透過炸彈、空襲、大砲和火箭進行。火箭主要由巴勒斯坦人使用，空襲主要由以色列人使用。遭到攻擊的地點包括貝爾謝巴、特拉維夫、阿什杜德、奧法基姆、加沙、加薩走廊的其他地區、沙阿爾·哈內蓋夫地區委員會和艾什科爾地區委員會。美國、英國、加拿大、德國和其他西方國家表示支持以色列的自衛權，和/或譴責巴勒斯坦對以色列發動的火箭彈攻擊以色列。 伊朗、埃及、土耳其、北韓和其他幾個阿拉伯和穆斯林國家譴責以色列的行動。

#### 2014年加沙戰爭
2014年，以色列和哈瑪斯之間的戰鬥加劇，導致另一場全面的加薩戰爭，這場戰爭比2008—2009年的上一場戰爭要致命得多。2014年7月8日，以色列國防軍發起了保護邊緣行動，以回應哈瑪斯的火箭彈襲擊， 是在以色列早些時候對加薩進行空襲後發射的 2014年7月17日，以色列軍隊進入加薩走廊。 聯合國人道事務協調廳 稱，2,205名巴勒斯坦人（包括至少1,483名平民）和71名以色列人（包括66名士兵）和一名在以色列的外國人在衝突中喪生。經過 50 天的衝突後，戰爭於 2014年8月26日達成停火協議，結束。

#### 2018年加薩邊境抗議事件
在2018年土地日抗議活動期間，168名巴勒斯坦人在加薩-以色列邊境與以色列軍隊的衝突中喪生，數千人受傷。

#### 2018年11月的衝突
2018年11月11日，以色列國防軍在加薩走廊東南部發動一次拙劣的攻擊，造成7名巴勒斯坦武裝分子死亡，暴力事件再次爆發。一名以色列國防軍軍官被殺，另一名軍官受傷。隨後從加薩發射了十幾枚火箭彈，其中三枚被擊落。經過一連串激烈交火後，雙方於2018年11月13日達成停火協議。

#### 2019年3月
3月25日，以色列米甚梅雷特的一所房屋遭到火箭襲擊，造成7人受傷。以色列國防軍確認哈馬斯對這次襲擊負責。
以色列空軍派出噴射機襲擊加薩走廊的多個目標，包括哈馬斯高級官員伊斯梅尔·哈尼亚的辦公室，以及位於加沙的哈斯軍事情報總部。

#### 2019年5月
5月3日，在加薩—以色列邊境每週抗議活動期間，兩名以色列士兵被來自加薩走廊的巴勒斯坦伊斯蘭聖戰運動
狙擊手打傷。作為回應，以色列空軍發動空襲，造成四名巴勒斯坦人死亡。此外，另有兩名巴勒斯坦人死亡、60 人受傷，其中 36 人是被以色列砲火擊中。
此後，加薩武裝份子向以色列發射了數百枚火箭。作為回應，以色列空軍襲擊了加薩走廊的眾多目標。此外，以色列也增加了在加薩—以色列邊境附近的駐軍。

#### 2019年11月
2019年加薩—以色列衝突被以色列代號為“黑帶行動”， 發生在2019年11月，繼以色列國防軍在加薩有針對性地殺害巴勒斯坦伊斯蘭聖戰組織高級指揮官巴哈·阿布·阿塔以及以色列國防軍在敘利亞大馬士革企圖殺害巴勒斯坦伊斯蘭聖戰組織高級指揮官阿克拉姆·阿朱里之後，以色列國防軍和巴勒斯坦伊斯蘭聖戰組織之間發生了衝突。傑哈德向以色列發射火箭彈作為回應，其中包括向特拉維夫發射遠程火箭，導致數名平民受傷。作為對火箭攻擊的回應，以色列對加薩走廊進行了空襲和砲擊，造成多名武裝分子和平民傷亡。衝突48小時後停火生效，但一些巴勒斯坦武裝分子違反了停火協議。

#### 2021年4月
4月15日，以色列南部發射火箭後，以色列軍方對加薩目標進行了軍事打擊。目標包括一個軍火生產設施、一條走私武器的隧道和一個哈瑪斯軍事哨所。

#### 2021年5月
哈瑪斯要求以色列在5月10日下午6點之前從阿克薩清真寺撤軍。 對此，以色列當天對加薩走廊發動空襲。

#### 2022年8月
2022年8月5日，一名高級巴勒斯坦伊斯蘭聖戰武裝分子4天前在西岸被捕，由於擔心遭到報復，以色列對加薩發動了空襲。

### 2023-至今

#### 2023年4月
2023年阿克薩清真寺衝突後，巴勒斯坦激進組織， 從加薩走廊和黎巴嫩向以色列發射火箭彈。

#### 2023年5月
2023年5月9日，以色列對加薩走廊進行了一系列空襲，稱為“盾箭行動”，巴勒斯坦人對以色列發動火箭彈襲擊，直 2023年5月13日達成停火協議。

#### 2023年10月

以色列—哈瑪斯戰爭主要衝突地圖

2023年10月7日，巴勒斯坦激進的團體，主要是哈馬斯和巴勒斯坦伊斯蘭聖戰組織，以及其他團體，例如解放巴勒斯坦人民陣線，從加薩走廊對以色列發動了一次大規模的攻擊。攻擊包括火箭和車輛越境襲擊以色列社區和部隊，造成多人傷亡；一千名平民被屠殺。作為回應，以色列政府宣布進入緊急狀態並以色列—哈馬斯戰爭；以色列軍方進行報復，對加薩發動反攻和大規模空中轟炸，隨後發動入侵。 這場戰爭被認為是自2008年和2009年加薩戰爭以來加薩最大規模、最具破壞性和最致命的衝突，也是自1948年阿拉伯-以色列戰爭以來以色列最致命的戰爭。

## 國際反應
聯合國秘書長潘基文表示，他認為加薩各派發動的卡桑火箭彈攻擊「完全不可接受」。他也表示，他認為巴勒斯坦民族权力机构應該「採取必要措施恢復法律和秩序，並讓所有派別遵守停火」。潘基文也表示，他「對以色列在加薩的軍事行動造成的平民傷亡人數不斷增加深感擔憂」。秘書長也呼籲以色列「遵守國際法，並確保其行動不針對平民或將他們置於危險之中」。潘基文已任命邁克爾·威廉斯前往中東與雙方進行會談。威廉斯很快表示，“當我看到以色列士兵逮捕巴勒斯坦議員時，我感到很不安。在以色列在約旦河西岸逮捕了幾名哈瑪斯官員後，我對教育部長被捕感到不安”。 威廉斯在加薩會見了巴勒斯坦總統馬哈茂德·阿巴斯和外交部齊亞德·阿布·阿米爾。在以色列持續發動攻擊和逮捕，以及加薩持續發射火箭彈之後，威廉斯表示，「我對這裡的暴力程度感到非常不安...我認為聯合國和整個國際社會都非常關注巴勒斯坦內戰的程度，還有以色列的襲擊，據我所知，這些襲擊已造成相當數量的平民死亡。 在發現萬人坑後，聯合國人權事務高級專員福爾克爾·蒂爾克呼籲對以色列國防軍故意殺害平民的行為進行獨立調查。 八個英國人權組織編寫了一份措辭嚴厲的報告，進一步加劇了國際社會對以色列入侵的譴責，該報告強調了加薩走廊的人道主義局勢已達到自以色列1967 年佔領該領土以來的最糟糕水平。報告指出，超過110萬人被困在加薩走廊。